# João Mota
João Mota (Tomar, 22 de Outubro de 1942) é um actor, encenador, professor e teatrólogo português. Foi diretor do Teatro Nacional D. Maria II, fundador e director da companhia A Comuna - Teatro de Pesquisa e presidente da Escola Superior de Teatro e Cinema.

## Biografia
João Mota nasceu a 22 de Outubro de 1942, em Tomar, distrito de Santarém.
Por volta de 1950, começa a fazer teatro nos programas infantis da Emissora Nacional. Em 1956 ingressa na Companhia Rey Colaço/Robles Monteiro, no Teatro Nacional, contracenando com Palmira Bastos e Amélia Rey Colaço.
Nas décadas de 60 e 70, participa em filmes de Augusto Fraga, Jorge Brum do Canto, António de Macedo e Fernando Matos Silva.
Seguidamente dedica-se por completo à actividade teatral: após uma experiência de trabalho junto do encenador inglês Peter Brook, funda em 1971 o grupo Os Bonecreiros, no qual se estreia como encenador. Funda em 1972 A Comuna - Teatro de Pesquisa, companhia independente que tem marcado a paisagem teatral portuguesa ao longo de mais de 25 anos de e que ainda dirige.
Entre as peças em que participou e dirigiu, salienta: Bão, de sua autoria e que esteve mais de 15 anos em cena; A Castro, de António Ferreira (1982); Guerras de Alecrim e Manjerona, de António José da Silva; o Judeu (1975).
Foi professor e presidente da Escola Superior de Teatro e Cinema durante trinta anos.
A 10 de junho de 1992, foi agraciado com o grau de Comendador da Ordem do Infante D. Henrique. A 2 de maio de 2022, foi agraciado com o grau de Grande-Oficial da Ordem do Infante D. Henrique.

## Filmografia
- Raça (1961)
- A Promessa (1972)
- O Mal-Amado (1974)